# 合州城墙
合州城墙位于重庆市合川区北城玉成村瑞映山一带，明代建，周长2924丈3尺，初有12门，现仅存瑞映门城门1座和瑞山中学、瑞映门、嘉滨路城墙3段。

## 历史

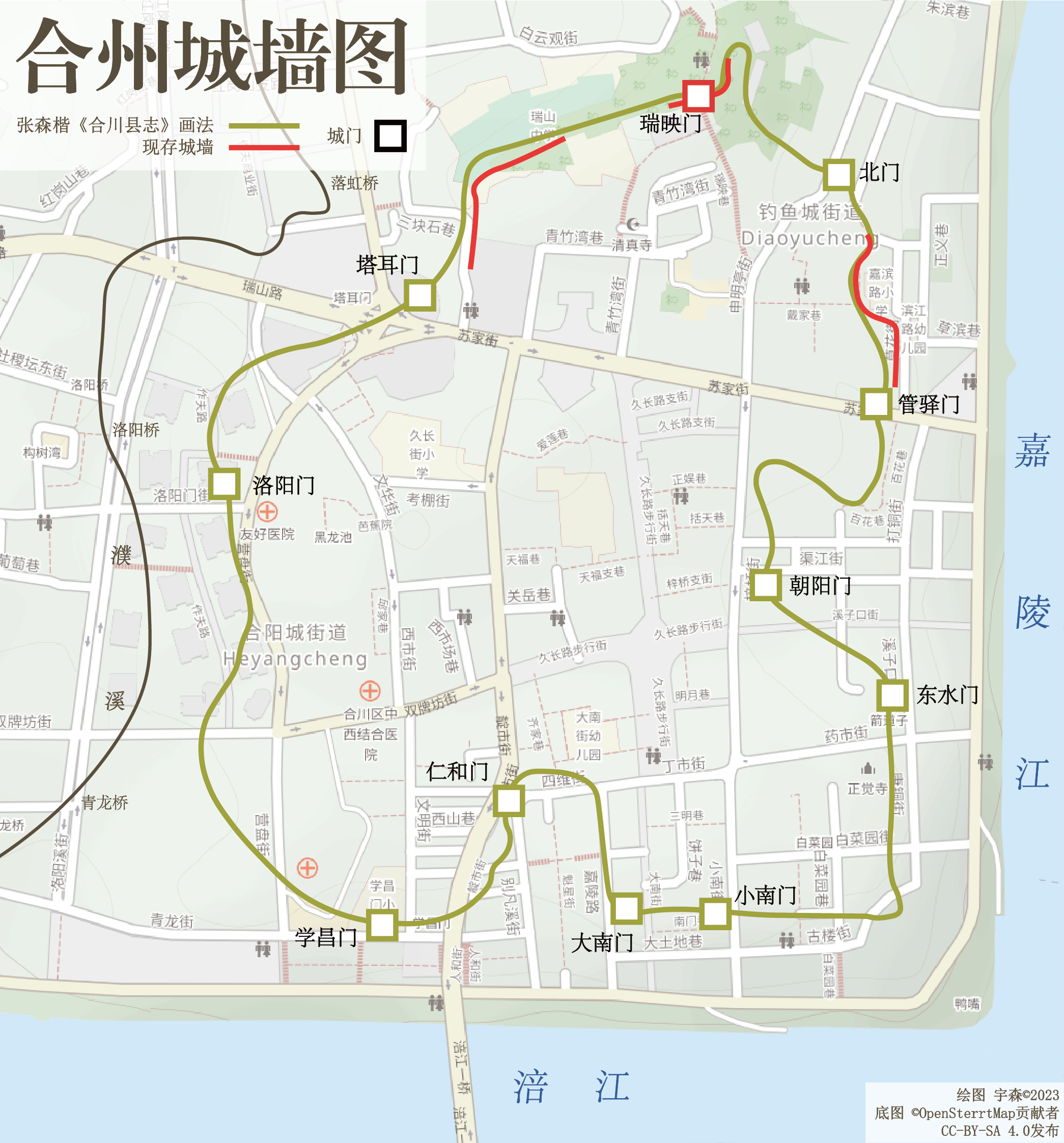
合州城墙示意图

巴蜀时期，合川地区开始修筑巴子城，位于现合川城南；316年秦灭巴蜀，于合川设垫江县，在涪江北岸与嘉陵江交界处筑城，尚无城垣；唐天宝三年（744年），再筑合州城，在后来的会江门一带有会江楼，彼时可能已有城垣，但无明确的文献记载；有明确记载的是明天顺七年（1463年），合州知州唐珣奉旨始筑城墙，设望江、迎晖、广济、会江、安远、阜民、修文、观德、洛阳、演武、瑞应、迎恩共12门，后又增加小南、通济门，封堵安远门，合州城墙始成。
明弘治十四年（1501年），火灾损坏会江门等3座门城楼，知州宋琢重修；嘉靖十六年（1537年），同知黎一夔以“学旁气宜完聚，不宜置门泄气”封堵观德门和新开的小南、通济二门；四十一年（1562年），知州唐宗元因有人称“瑞应门，州学来脉，不宜泄气”而封堵该门，彼时只存9门；是年后来知州沈本泗重开观德门；四十五年（1566年），大足县蔡伯贯兵乱，沈本泗奉命修葺城墙，墙增高六分之一，加宽四分之三，其上建哨楼30座；万历三年（1575年），知州史修再次封堵观德门，后复开小南、瑞应二门。
清乾隆三十二年（1767年），知州王尔鉴、冀宣明、叚琪（一作段琪）、黄叔显修善城墙，次年完工，改望江门为管驿门，迎晖门为朝阳门，广济门为东水门，阜民门为大南门，修文门为文明门，演武门为塔耳门，迎恩门为北门；后城墙几经洪水损坏，周澄、吴士淳、纪大奎等人屡次修补、加高城墙；嘉庆年间白莲教起义，期间为抵御起义军，新修筑外城墙，设保安、威宁、太平门共3门，长约2.5公里。
民国四年（1915年）护国军攻城，知县田庆芬加城垛数十处；八年（1919年）大雨，小南门与会江门间的城墙倒塌，民众请修未果；往后以及中华人民共和国时期，政府推行新政，大兴城市建设，城墙城门因阻碍交通、街道需要拓宽等而逐渐废弃，民国时期废除了小南、仁和、塔耳、北门，合川解放后拆除了管驿、朝阳、东水、会江、大南、学昌、观德、洛阳门；此外，抗日战争期间，民国二十九年（1940年），城墙被日军轰炸，多处崩塌，损毁严重；1959年9月修建七一水库时拆除营盘街一带城墙。
2007年合川暴雨，城墙瑞山中学段明镜宾馆（现金九管理楼大院东门附近）附近40余米墙体发生倒塌，次年合川区文物所招标委托合川区铜溪建筑工程有限公司修复城墙；城墙现时仅存瑞映门城门1座和瑞山中学、瑞映门、嘉滨路城墙3段，残长831.5米。

## 建置

### 城墙
明代合州城墙三面临溪河，一面据山，城墙东南临嘉陵江、涪江，西临濮溪（洛阳溪，今已填埋无存），北部则沿白花山、瑞映山、纯阳山修筑，明万历《合州志》记城墙周长2924丈3尺（约9.74公里），高1丈7尺，上阔1丈3尺，下阔2丈5尺；城墙四角有新蕙、集乌、转阁、抱仙4座炮台，但建造时间无考，现亦无存；现存的城墙均采用约1.3米长、0.3米宽、0.3米的灰褐色条石筑成，高5至7米，宽1.8至7米，城垛无存。

### 城门
合州城最初设置12门，皆为石券门：东为望江、迎晖、广济门，南为会江、安远、阜民、修文门，西为观德、洛阳、演武门，北为瑞应、迎恩门，后增加小南、通济门，封堵安远门，各门均建三檐鼓角楼2座，楼高3丈。城门名称随时间多变；川江号子中有对合州城门亦有描述。各城门概况和川江号子中《数合州城门》如下：
| 城墙 | 正式称呼 | 其他称呼                           | 方位                                                     | 概况                                                                                         |
| --- | -------- | ---------------------------------- | -------------------------------------------------------- | -------------------------------------------------------------------------------------------- |
| 内墙 | 瑞应门   | 顺耳门                             | 在瑞映山顶                                               | 现存，见下文。该门是合川八景之“瑞映清风”所在地                                               |
| 内墙 | 迎恩门   | 北门                               | 在申明亭                                                 | 民国二十年（1931年）3月拆除                                                                  |
| 内墙 | 望江门   | 管驿门（一作管驲门、馆驿门）       | 在白花街（现称百花街）                                   | 1957年修建鸭嘴（一作鸭咀）公路时拆除                                                         |
| 内墙 | 朝阳门   | 朝天门、迎晖门、溪子口             | 在溪子口                                                 | 中华人民共和国成立后拆除（一说民国二十六年（1937年）前后拆除）                               |
| 内墙 | 广济门   | 东水门                             | 在药市街                                                 | 合川解放后拆除                                                                               |
| 内墙 | 会江门   |                                    | 在鼓楼街                                                 | 无存，见下文。该门外的金沙碛是合川八景之“金沙落雁”所在地                                     |
| 内墙 | 永清门   | 小南门                             | 在小南街                                                 | 民国二十年（1931年）崩塌，后改栅门；三十六年（1947年）拆除。该门是合川八景之“涪江晚渡”所在地 |
| 内墙 | 阜民门   | 大南门                             | 在大南街                                                 | 1952年拆除                                                                                   |
| 内墙 | 仁和门   | 通济门、人和门                     | 在靛市街                                                 | 民国二十年（1931年）前后拆除                                                                 |
| 内墙 | 文明门   | 修文门、学昌门、学堂门             | 在文明街                                                 | 1967年修建涪江大桥时填堵，现不存（一说民国二十年（1931年）3月拆除）                          |
| 内墙 | 观德门   |                                    | 在文明街                                                 | 早期即封闭（见前文）；民国时期修褡背王爷庙，此门辟作庙门；1981年修建县人民医院宿舍时拆除     |
| 内墙 | 凝晖门   | 洛阳门（一作落阳门，与朝阳门相对） | 在营盘街                                                 | “文化大革命”期间拆除                                                                         |
| 内墙 | 演武门   | 塔耳门                             | 在营盘街                                                 | 曾改建木栅、铁栅门；民国十五年（1926年）前后拆除                                             |
| 内墙 | 验尸亭*  |                                    | 在塔耳门右                                               | 合川解放后尚存木门，1973年修档案馆封堵，现存                                                 |
| 外墙 | 保安门   |                                    | 在现名人丽都广场附近，原体育场（今合川大润发商场）西北角 | 民国三十年（1941年）前后垮塌                                                                 |
| 外墙 | 威宁门   | 咸宁门、瓦子口                     | 在瓦子口、藕塘湾一带                                     | 合川解放后拆除                                                                               |
| 外墙 | 太平门   |                                    | 在登云街、太平街一带                                     | 民国十五年（1926年）拆除石拱门，后改为木栅门，现不存                                         |
| 注：1.正式称呼为民国时期的正式称呼；2.粗体表示现存；3.“*”表示非正式建置城门，一般不计为城门；4.《合川市合阳镇志》中另记载于阜民、仁和门和观德、洛阳门间夹有二塞门。 |          |                                    |                                                          |                                                                                              |
| 《数合州城门》 瑞映门扎的部队多得很，仅是手拉营。 塔耳门热闹得很，今天要杀几个人。 洛阳门道路宽套得很，又可走太和又可走遂宁。 青龙桥杨颜婆正在打扮，周幺妹正在拉人。 学昌门热闹得很，往的是几条江拉船的人。 人和门廖瞎子拉皮条得行得很，五个钱包你人一个进门。 大南门卖杂货齐全得很，大蒜老姜花椒麻辣死人。 小南门卖旺子相因得很，几个钱可买一大盆盆。 北门里唱川戏的多的很，三拨班子都在唱驼子回门。 …… |          |                                    |                                                          |                                                                                              |

#### 瑞映门
瑞映门原名为瑞应门，是合州城墙唯一现存的城门，位于钓鱼城街道瑞映山上瑞映巷尽头，门外为依城墙而建的纯阳观和接龙街。城门为条石砌成，高约5米，宽约3米，门洞双拱、弧形，宽1.88米，高2.28米，进深5.43米，城门上有七星缸，蓄水常满，用于灭火。清咸丰十年（1860年），文生戴继典捐铸铜炮1门，名“保合威武大将军”（一说“保合威武火将军”），放置于城楼侧面，后被盗无存，该炮曾借至大小南门用于抵御南津敌贼。
瑞映门地处古代合川城区的制高点，较合川老城区除接龙街的其他街巷高出20米有余，旧时是合川的重要关隘，也是合川八景之一“瑞映清风”所在地，因此处汇通南北且长期凉风习习而得名。

#### 会江门和城楼
唐代已有会江楼，为旧时合川名楼之一，杜甫曾撰《短歌行送祁录事归合州寄苏使君》（一作《短歌行送祁录事归合州因寄苏使君》），其中就有提到会江楼；楼于宋元时期毁于战火；明天顺七年（公元1463年）合州修筑城墙时复建，为会江门城楼；清末，城楼因无人养护倒塌；民国七年（1918年），城门城楼重修，彼时有杜甫、范成大以来至民国初期的30余幅名人诗词石刻于其上；合川解放后城门城楼因年久失修、成为危楼而拆除；2012年会江楼又于城南晒网沱码头附近重新仿建。

## 保护
合州城墙于1990年划入合川县文物保护单位，2019年划入重庆市第三批文物保护单位；2017年瑞山中学段、瑞映门段城墙纳入重庆市历史文化街区的瑞映山—纯阳山历史文化街区。瑞山中学段城墙保护范围东至瑞山中学7层建筑与6层建筑分割处，南至金九集团2层、3层建筑南面山墙，西至8层建筑右面山墙，北至瑞山中学操场、5层建筑物堡坎；瑞映门段保护范围东至水厂堡坎，南至木结构建筑与砖2建筑山墙，西至瑞山中学食堂后堡坎，北至建筑物堡坎处；嘉滨路段保护范围东至苏家街及嘉宾路小学围墙，南至8层建筑北面山墙，西至钓鱼城办事处、公安局住宅7层建筑山墙，北至8层建筑南面山墙。

## 图集

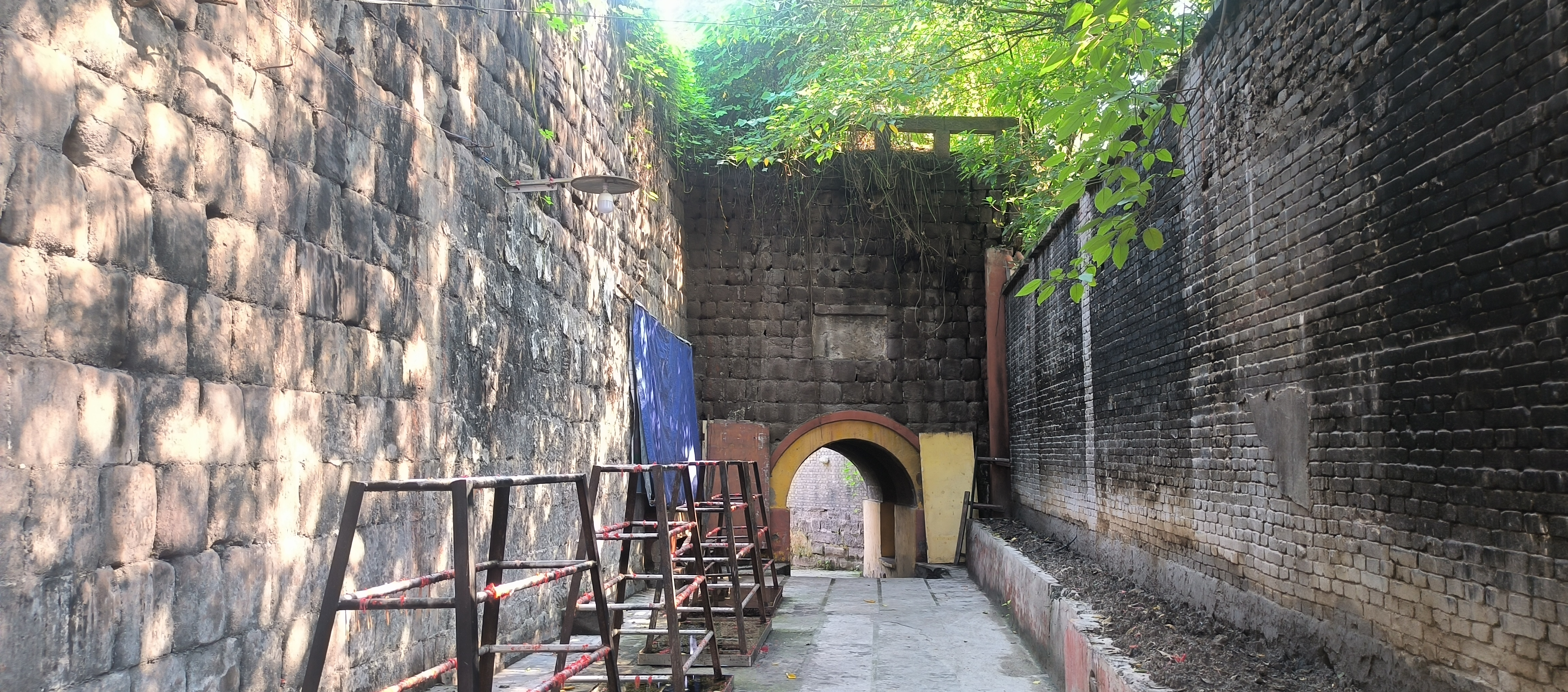
瑞映门外 （纯阳观）
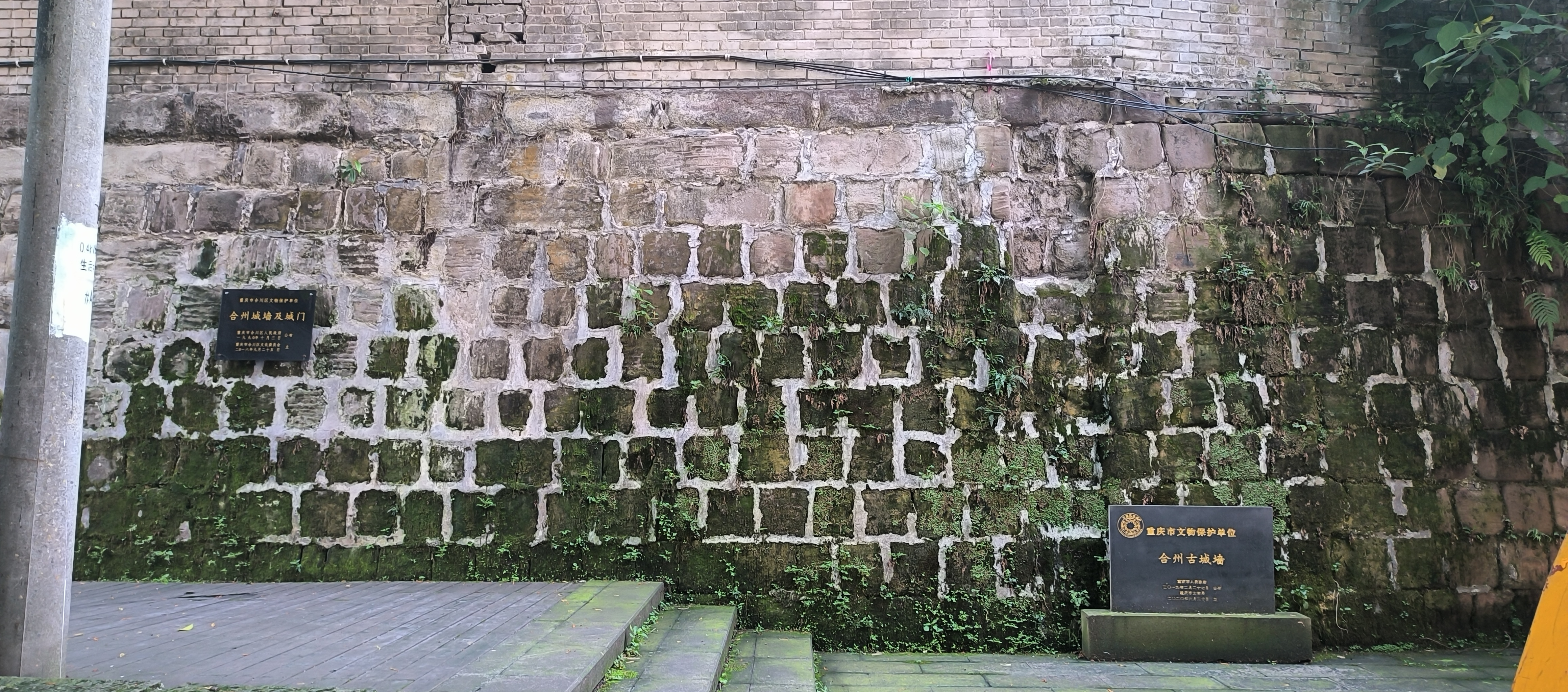
嘉滨路城墙 （草花街）
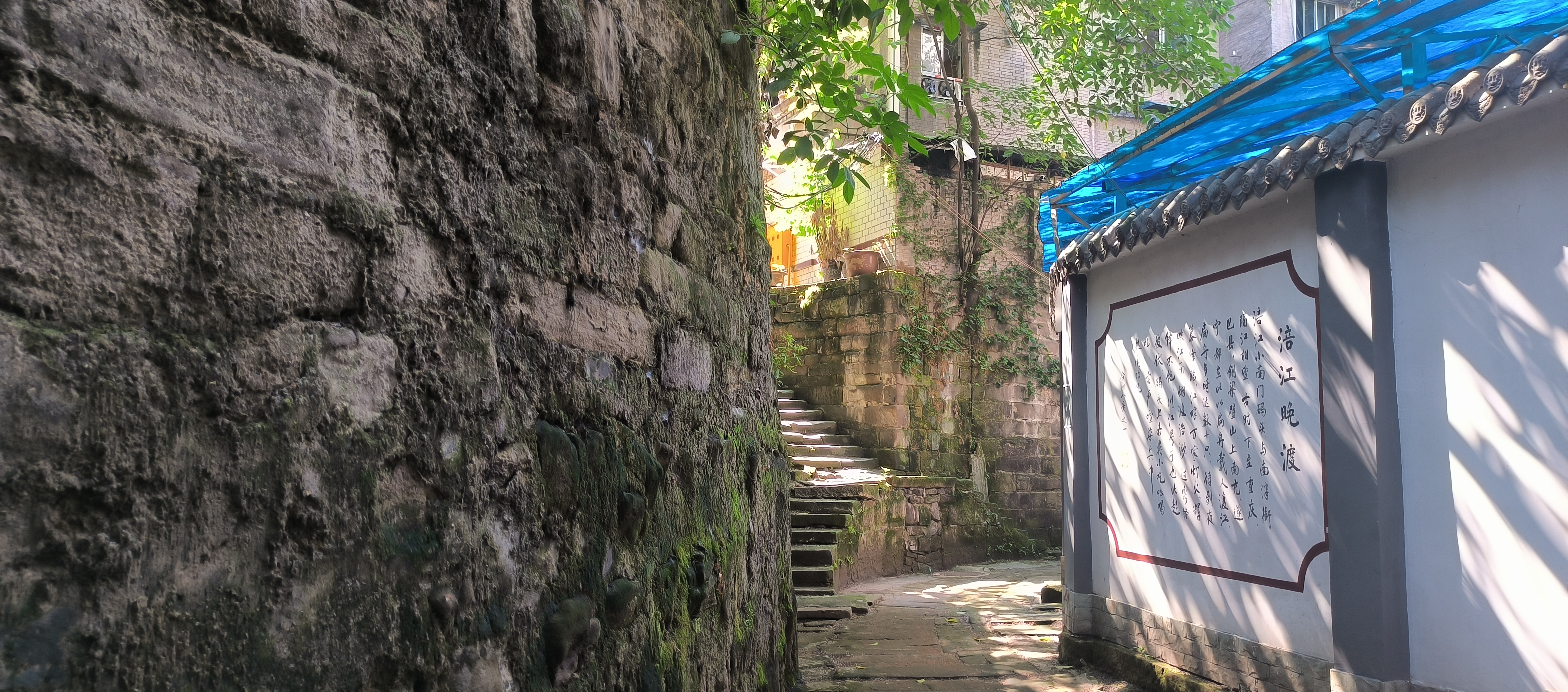
嘉滨路城墙 （嘉滨路小学后）
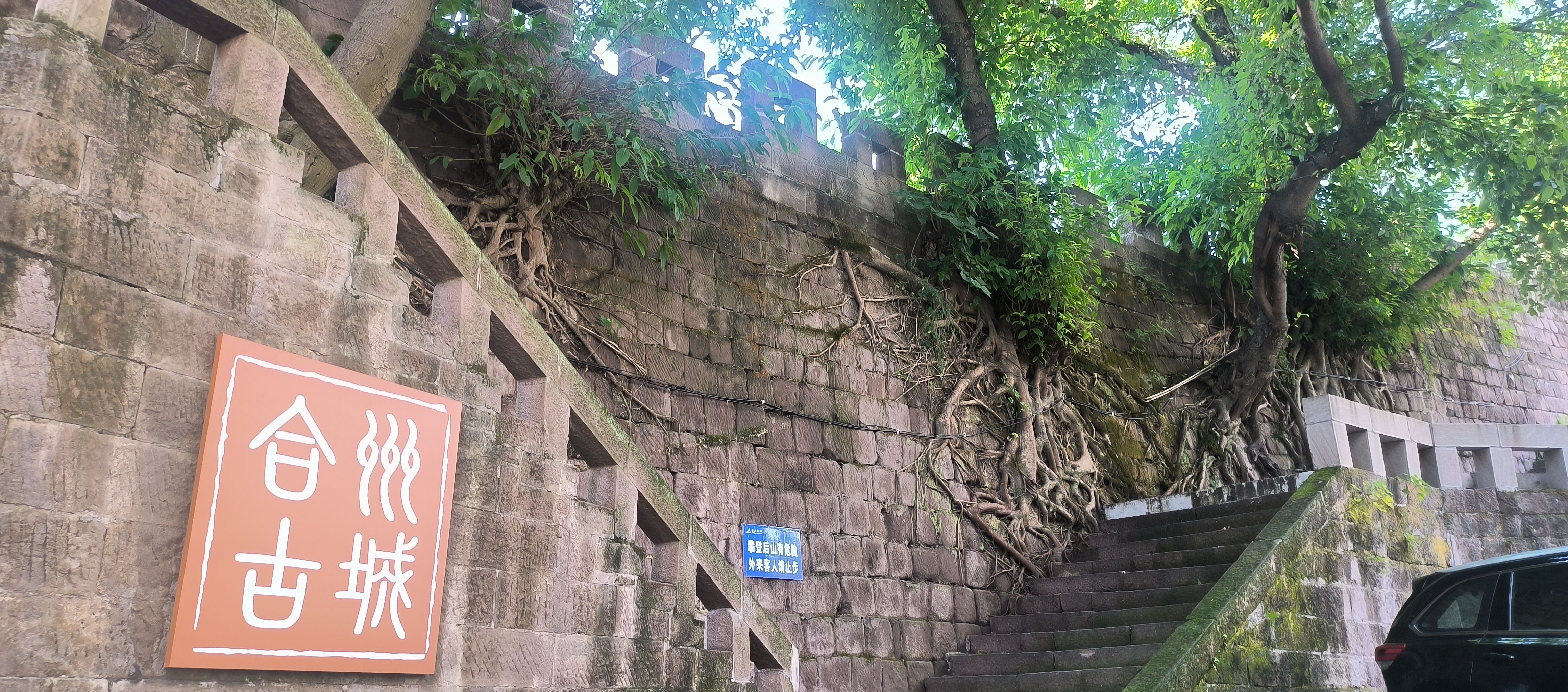
瑞山中学城墙 （金九管理楼附近）
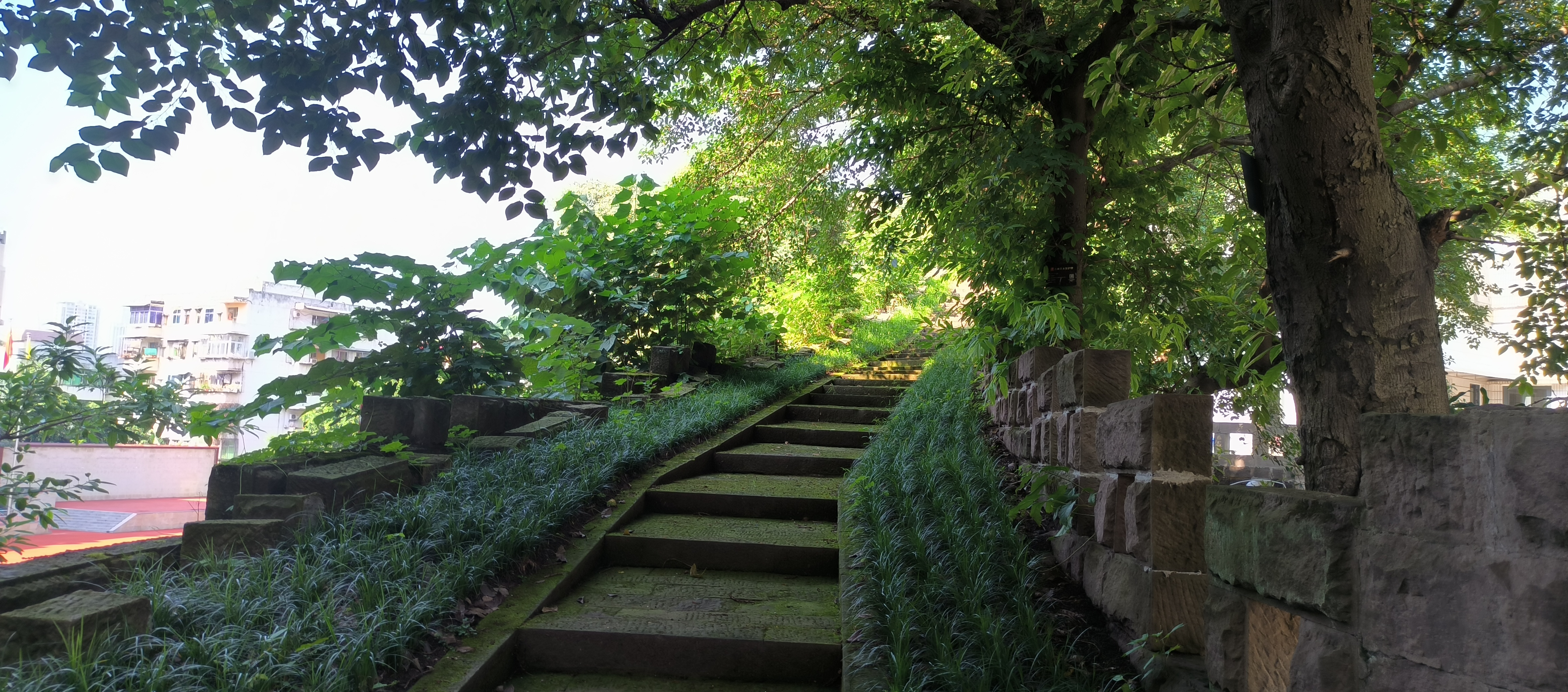
瑞山中学城墙 （墙上景观）
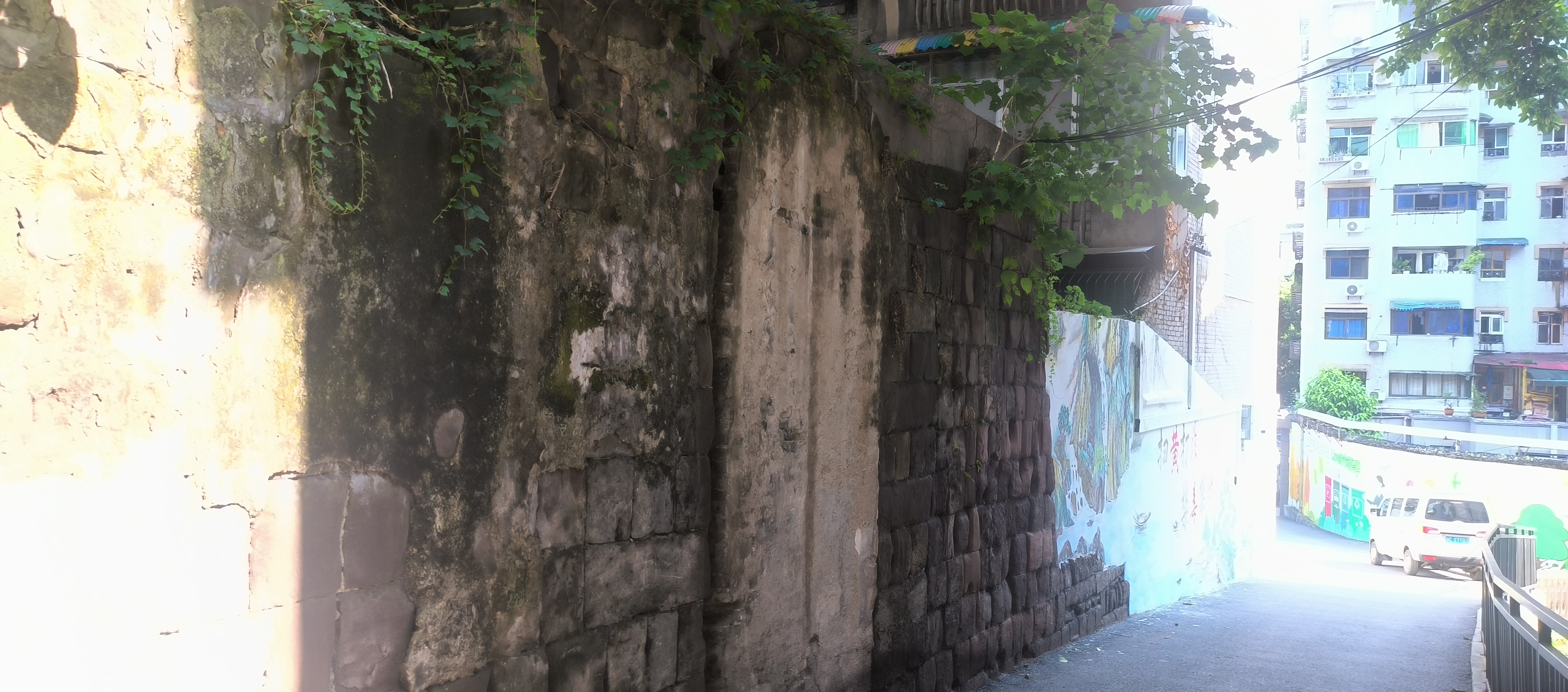
验尸亭门洞外 （三块石巷）